# 別伊蘇格河
別伊蘇格河是俄羅斯的河流，由克拉斯諾達爾邊疆區負責管轄，河道全長243公里，流域面積5,190平方公里，最終注入亞速海，每年十二月至翌年三月結冰。